# Tibouchina bahiensis
Tibouchina bahiensis är en tvåhjärtbladig växtart som beskrevs av John Julius Wurdack. Tibouchina bahiensis ingår i släktet Tibouchina och familjen Melastomataceae. Inga underarter finns listade i Catalogue of Life.